# Artikodin, Électhor et Sulfura
Artikodin (フリーザー, Freezer, dans les versions originales en japonais), Électhor (サンダー, Thunder) et Sulfura (ファイヤー, Fire), parfois désignés ensemble comme les oiseaux légendaires, sont trois espèces de Pokémon. Ils constituent un trio de Pokémon légendaires.
Issus de la célèbre franchise de médias créée par Satoshi Tajiri, ils apparaissent dans une collection de jeux vidéo et de cartes, dans une série d'animation, plusieurs films, et d'autres produits dérivés. Ils apparaissent pour la première fois dans les jeux vidéo Pokémon Vert et Rouge, sortis en 1996 au Japon, puis dans le second film Pokémon, Pokémon 2 : Le Pouvoir est en toi, où ils figurent aux côtés de Lugia. Ils sont respectivement de types glace/vol, électrique/vol et feu/vol et occupent les 144e, 145e et 146e place du Pokédex, une encyclopédie fictive recensant l'ensemble des Pokémon.

## Création

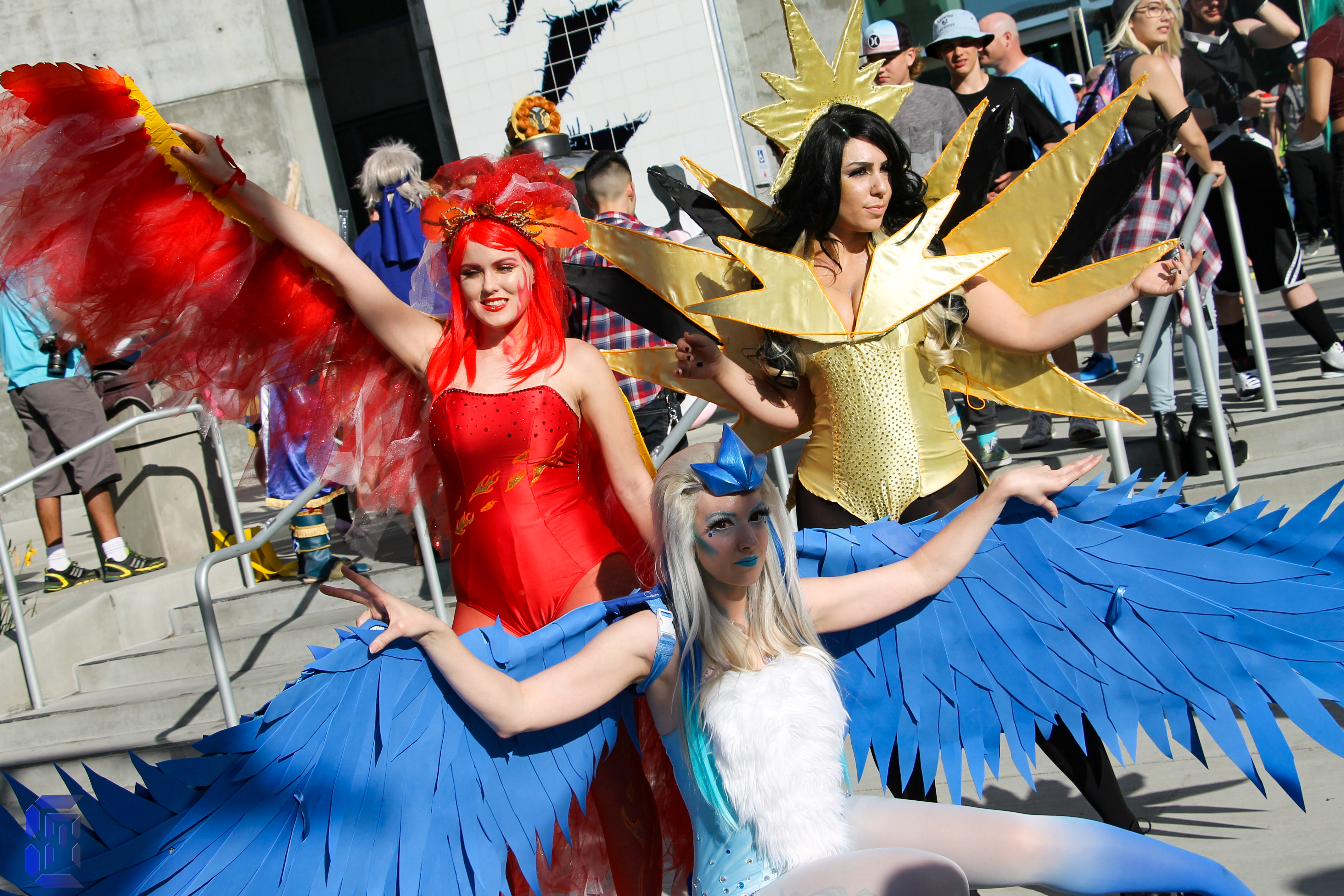
Cosplay de Sulfura, Artikodin et Électhor (de gauche à droite) à la FanimeCon 2017, en Californie.

Propriété de Nintendo, la franchise Pokémon est apparue au Japon en 1996 avec les jeux vidéo Pocket Monsters Vert et Pocket Monsters Rouge. Son concept de base est la capture et l'entraînement de créatures appelées Pokémon, afin de leur faire affronter ceux d'autres dresseurs de Pokémon. Chaque Pokémon possède un ou deux types – tels que l'eau, le feu ou la plante – qui déterminent ses faiblesses et ses résistances au combat. En s'entraînant, ils apprennent de nouvelles attaques et peuvent évoluer en un autre Pokémon.

### Conception graphique
Nintendo et Game Freak n'ont pas évoqué les sources d'inspiration de ces Pokémon. Électhor pourrait être inspiré de l'oiseau-tonnerre amérindien, quoique les Pokémon de première génération soient surtout inspirés de la culture japonaise, les jeux n'étant alors pas prévu pour être exportés.

### Étymologie
Le nom des trois Pokémon sont des mots-valise combinant un élément caractérisant leur type propre et le nom d'un dieu mythologique. Ainsi, « Artikodin » se compose de « arctique » et « Odin », le principal dieu nordique ; « Électhor » est une combinaison de « électricité » et « Thor », dieu nordique de la foudre ; enfin, « Sulfura » provient de « sulfur- », racine latine désignant le soufre et de « Râ », le principal dieu égyptien,.

## Description

### Artikodin
Un Pokémon Oiseau légendaire. Il peut provoquer des blizzards en gelant l'humidité de l'air. Il est de type vol et glace.Il occupe la cent-quarante-quatrième place du Pokédex.

### Artikodin de Galar
Artikodin de Galar est un Pokémon de type psy et vol et est issu de la huitième génération. Il ressemble beaucoup physiquement à Artikodin sauf ses couleurs et sa tête.

### Électhor
Un Pokémon Oiseau légendaire dont on dit qu'il vit dans les nuages d'orage. Il contrôle la foudre. Il est de type électrique et vol.
Il occupe la cent-quarante-cinquième place du Pokédex.

### Électhor de Galar
Électhor de Galar est un Pokémon de type combat et vol et est issu de la huitième génération. Quand il fait frotter ses ailes contre son corps, de l'électricité se produit.

### Sulfura
Un Pokémon Oiseau légendaire qui sème des braises à chaque battement d'ailes. Sa beauté fait fondre les gens. Il est de type feu et vol.Il occupe la cent-quarante-sixième place du Pokédex.

### Sulfura de Galar
Sulfura de Galar est un Pokémon de type ténèbre et vol et est issu de la huitième génération. Son corps est majoritairement noir et a un visage rouge et les "flammes" de ses ailes sont rouge car en réalité ces flammes constituent son aura maléfique.

## Apparitions

### Jeux vidéo
Artikodin, Électhor et Sulfura apparaissent dans la série de jeux vidéo Pokémon. Ils apparaissent pour la première fois dans Pokémon Rouge et Vert (Japon) et dans Pokémon Rouge et Bleu (en Europe et aux États-Unis). Artikodin de Galar, Électhor de Galar et Sulfura de Galar apparaissent pour la première fois dans Pokémon Épée et Bouclier. D'abord en japonais, puis traduits en plusieurs autres langues, ces jeux ont été vendus à plus de 200 millions d'exemplaires à travers le monde.

### Série télévisée et films
La série télévisée Pokémon ainsi que les films sont des aventures séparées de la plupart des autres versions de Pokémon et mettent en scène Sacha en tant que personnage principal. Sacha et ses compagnons voyagent à travers le monde Pokémon en combattant d'autres dresseurs Pokémon. Les trois Pokémon apparaissent dans le deuxième film, Pokémon 2 : Le Pouvoir est en toi.